# Kanonen- und Wagenhaus Neustrelitz

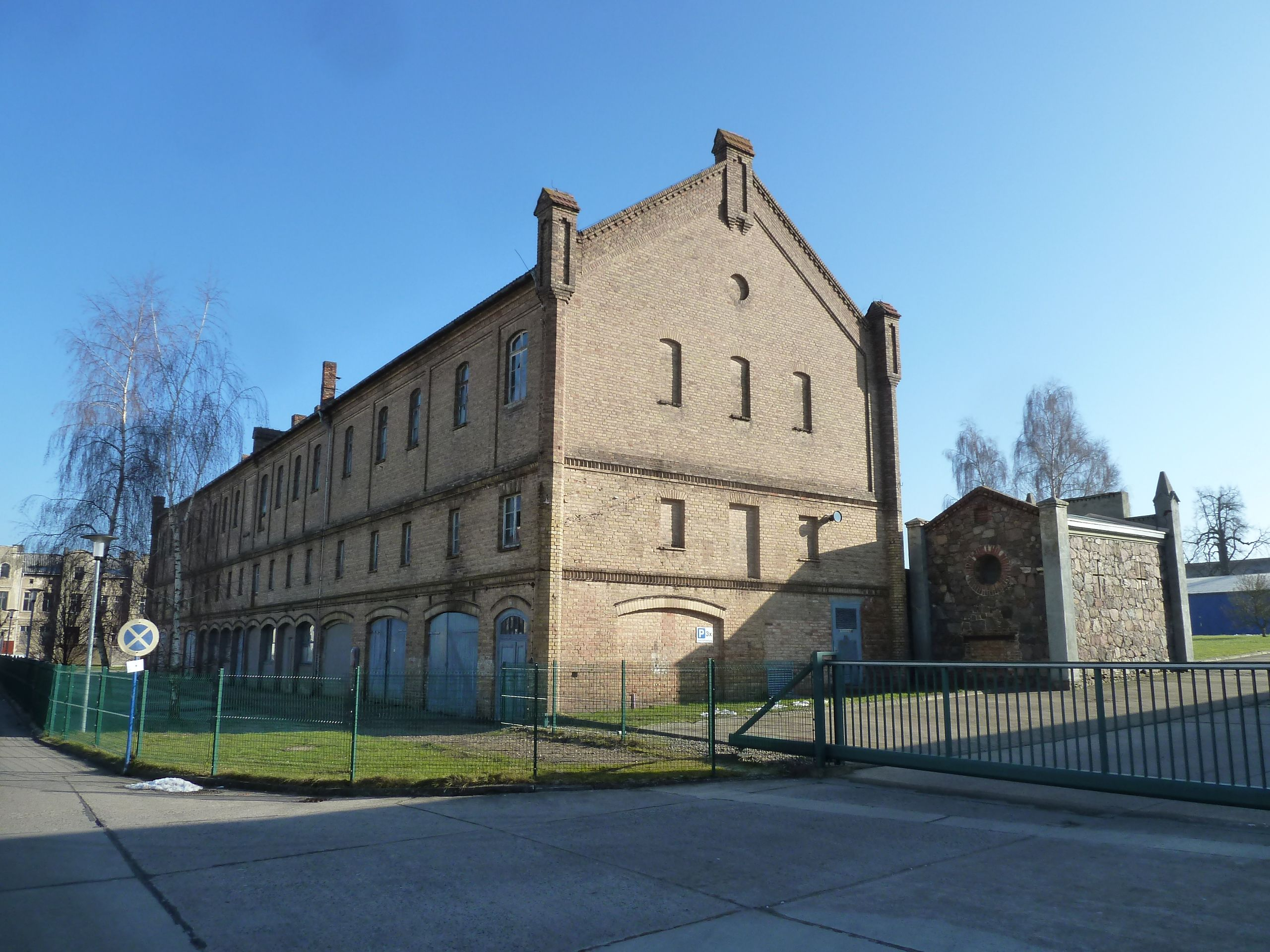

Das ehemalige Kanonen- und Wagenhaus bei der früheren Alten Kaserne in Neustrelitz (Mecklenburg-Vorpommern), Augustastraße 8 / Kasernenstraße, stammt aus dem 19. Jahrhundert. Daneben steht ein kleines Mausoleum.
Die Gebäude stehen unter Denkmalschutz.

## Geschichte
Das (Teil-)Herzogtum Mecklenburg-Strelitz mit der Landeshauptstadt Neustrelitz hatte seit 1701 lediglich eine 100-köpfige Leibgarde zu Fuß in Strelitz, die das Herzoghaus und den Hofstaat schützen sollte. 1755 wurde eine zweite Kompanie der Leibgarde aufgestellt mit verschiedenen Standorten. 1808 entstand ein leichtes Infanterie-Bataillon in der Garnisonstadt. 1821 hatte Mecklenburg-Strelitz ein 720 Mann starkes Bataillon. 1859 erhielt eine Batterie in der Stadt leichte Artillerie. 1867 wurde das nunmehr II. Bataillon (ab 1880 volkstümlich auch Goldenes Bataillon genannt) Teil des Großherzoglich Mecklenburgischen Grenadier-Regiment Nr. 89, demobilisiert 1919. 1935 war Neustrelitz wieder Garnisonstadt für Teile des Infanterieregiments Döberitz (IR 48).
1846 wurden die Kaserne, das ehem. Offiziers-Casino sowie die Nebengebäude auf einem aufgelassenen Friedhof gebaut.
Das dreigeschossige gelb-verklinkerte historisierende Gebäude mit den Fialen an den Giebeln war das Magazin der Kaserne. Die Garagentore dominieren die Rückseite.
In der DDR-Zeit war hier das sogenannte Lampenlager des VEB Elektroanlagenbaus untergebracht. Verschiedene Firmen haben heute in dem Gebäude ihren Betrieb.

## Mausoleum

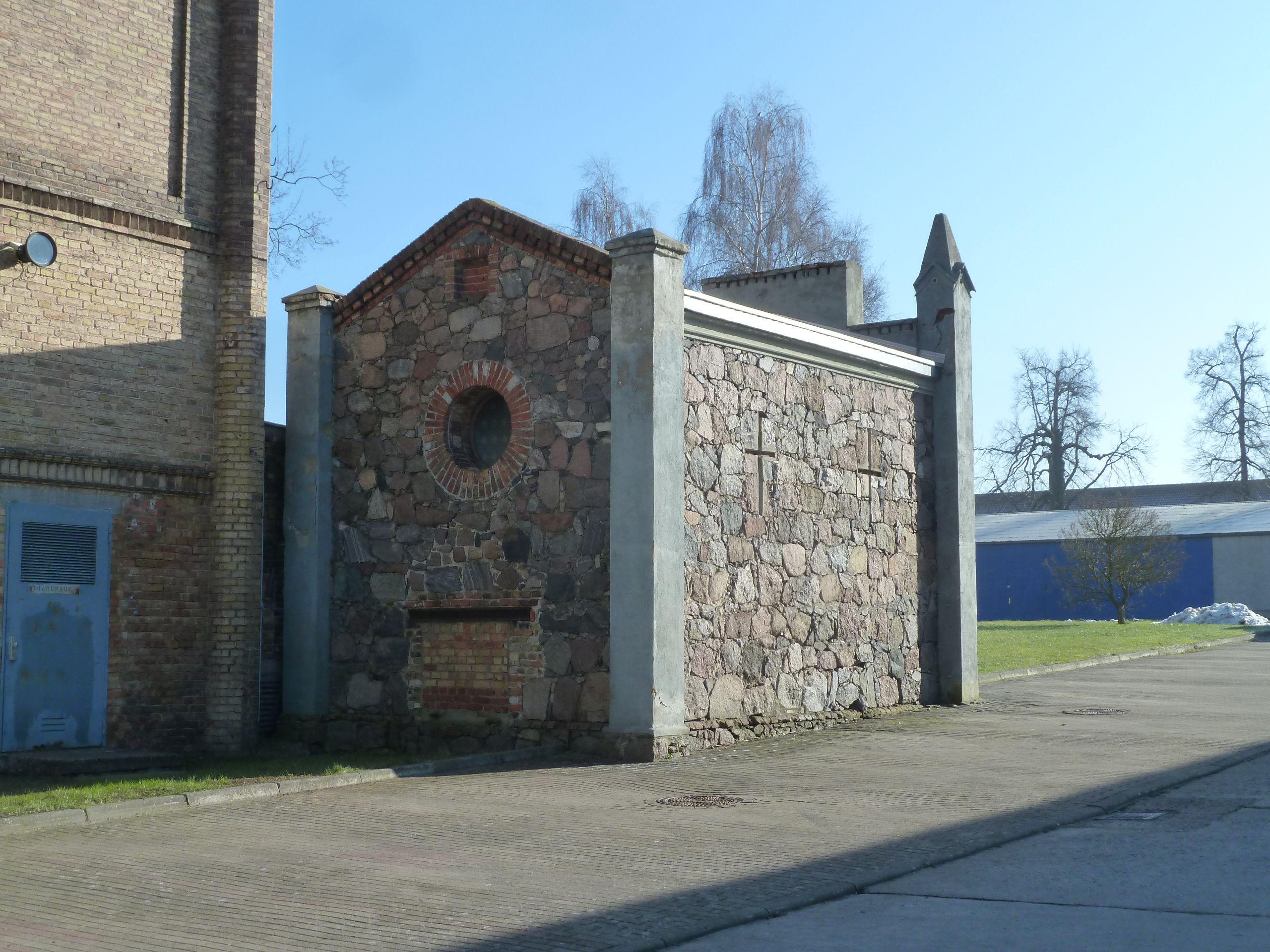
Mausoleum

Neben der Kaserne steht ein eingeschossiges Mausoleum als letzter Rest des zweiten Neustrelitzer Stadtfriedhofs, der sich auf dem südlich angrenzenden Gelände seit 1769 befand und nach 1945 aufgelassen und beräumt wurde. Das Mausoleum besteht aus einem Feldsteinmauerwerk und hat vier Fialen an den Ecken. Das Gebäude könnte von Landesbaumeister Friedrich Wilhelm Buttel entworfen worden sein.